# Élection présidentielle portugaise de 2006
L'élection présidentielle portugaise de 2006 (en portugais : Eleições presidenciais em Portugal em 2006) a lieu le dimanche 22 janvier 2006, afin d'élire le président de la République pour un mandat de cinq ans.
Le président socialiste sortant Jorge Sampaio ne peut se représenter, ayant atteint la limite des deux mandats fixée par la Constitution. L'ancien Premier ministre libéral-conservateur Aníbal Cavaco Silva est élu dès le premier tour.

## Contexte politique
Lors de l'élection présidentielle du 14 janvier 2001, le socialiste sortant, Jorge Sampaio, avait été réélu dès le premier tour avec plus de 55 % des voix. Du fait des dispositions constitutionnelles, il ne pouvait concourir à un troisième mandat consécutif.
Aux élections législatives anticipées du 20 février 2005, le Parti socialiste (PS), dirigé par José Sócrates, a remporté, pour la première fois de son histoire, la majorité absolue des sièges, alors que le Parti social-démocrate (PPD/PSD), vainqueur des élections législatives anticipées du 17 mars 2002, tombait sous la barre des 30 %.
Pour faire face à la mauvaise situation budgétaire, le gouvernement a instauré une politique de rigueur budgétaire, combinant une hausse de la fiscalité, la baisse des traitements de la fonction publique et des privatisations. Cette politique n'a pas empêché la victoire des socialistes aux élections locales du 9 octobre 2005. Le PS a alors décidé d'investir son ancien secrétaire général, Mário Soares, président de la République entre 1986 et 1996, ce qui a conduit à la dissidence du député Manuel Alegre, tandis que le PPD/PSD a choisi de soutenir son ancien président, Aníbal Cavaco Silva, Premier ministre de 1985 et 1995 et candidat malheureux à la présidentielle de 1996.

## Modalités
Au Portugal, le président de la République est élu pour un mandat de cinq ans, au suffrage universel direct. Tout candidat doit disposer d'au moins sept mille cinq cents et d'au plus quinze mille parrainages de citoyens inscrits sur les listes électorales, dont la validité est contrôlée par le Tribunal constitutionnel, et soumettre sa candidature au plus tard un mois avant la tenue du premier tour.
Si, le jour du scrutin, aucun candidat n'obtient la majorité absolue des suffrages exprimés, un second tour est organisé deux semaines plus tard, entre les deux candidats ayant obtenu le plus grand nombre de votes. Celui qui arrive en tête est déclaré élu. Depuis la révolution des Œillets, en 1974, seule l'élection de 1986 s'est jouée au second tour, entre le socialiste Mário Soares, qui l'a finalement emporté, et le chrétien-démocrate Diogo Freitas do Amaral.

## Candidats
Sur les treize candidatures qui lui ont été soumises, le Tribunal constitutionnel en a validé six, présentés dans l'ordre suivant :

Candidats à l'élection présidentielle portugaise de 2006
António Garcia Pereira Parti communiste des travailleurs portugais
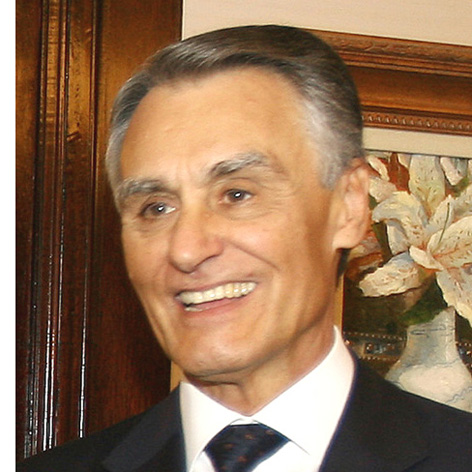
Aníbal Cavaco Silva PPD/PSD
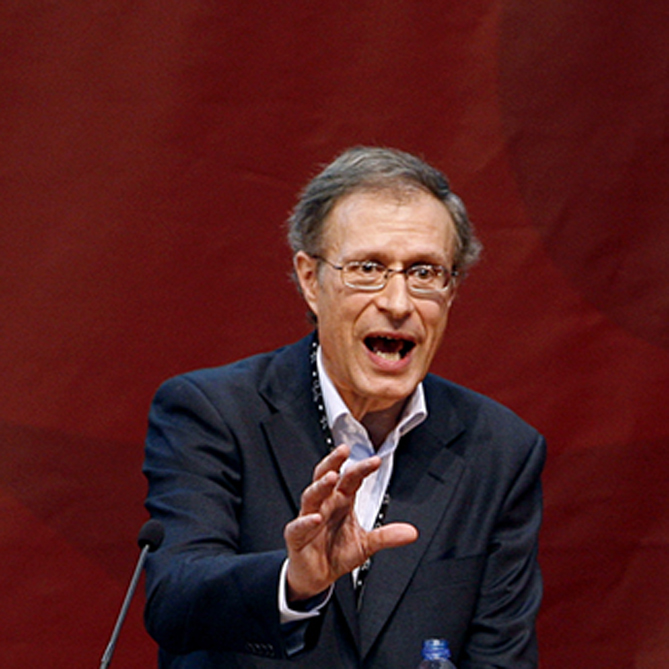
Francisco Louçã Bloc de gauche
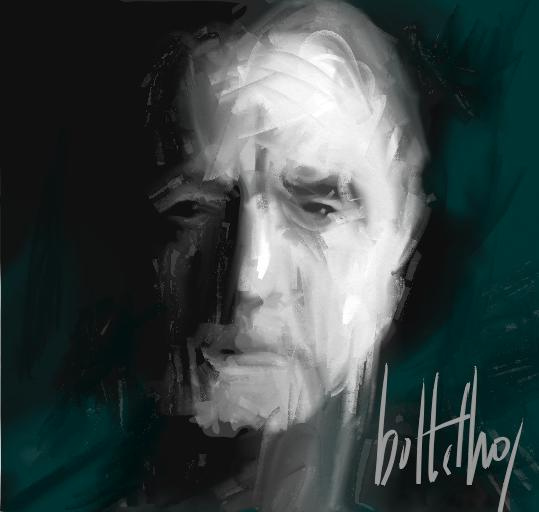
Manuel Alegre Parti socialiste (dissident)
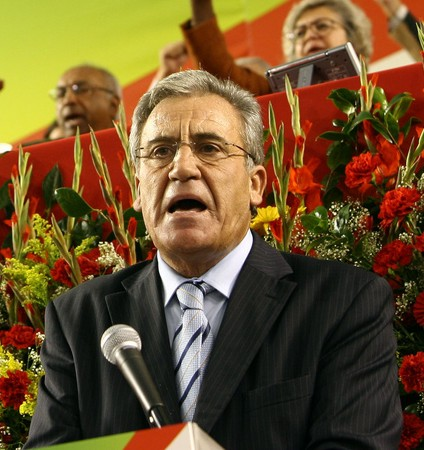
Jerónimo de Sousa Parti communiste portugais
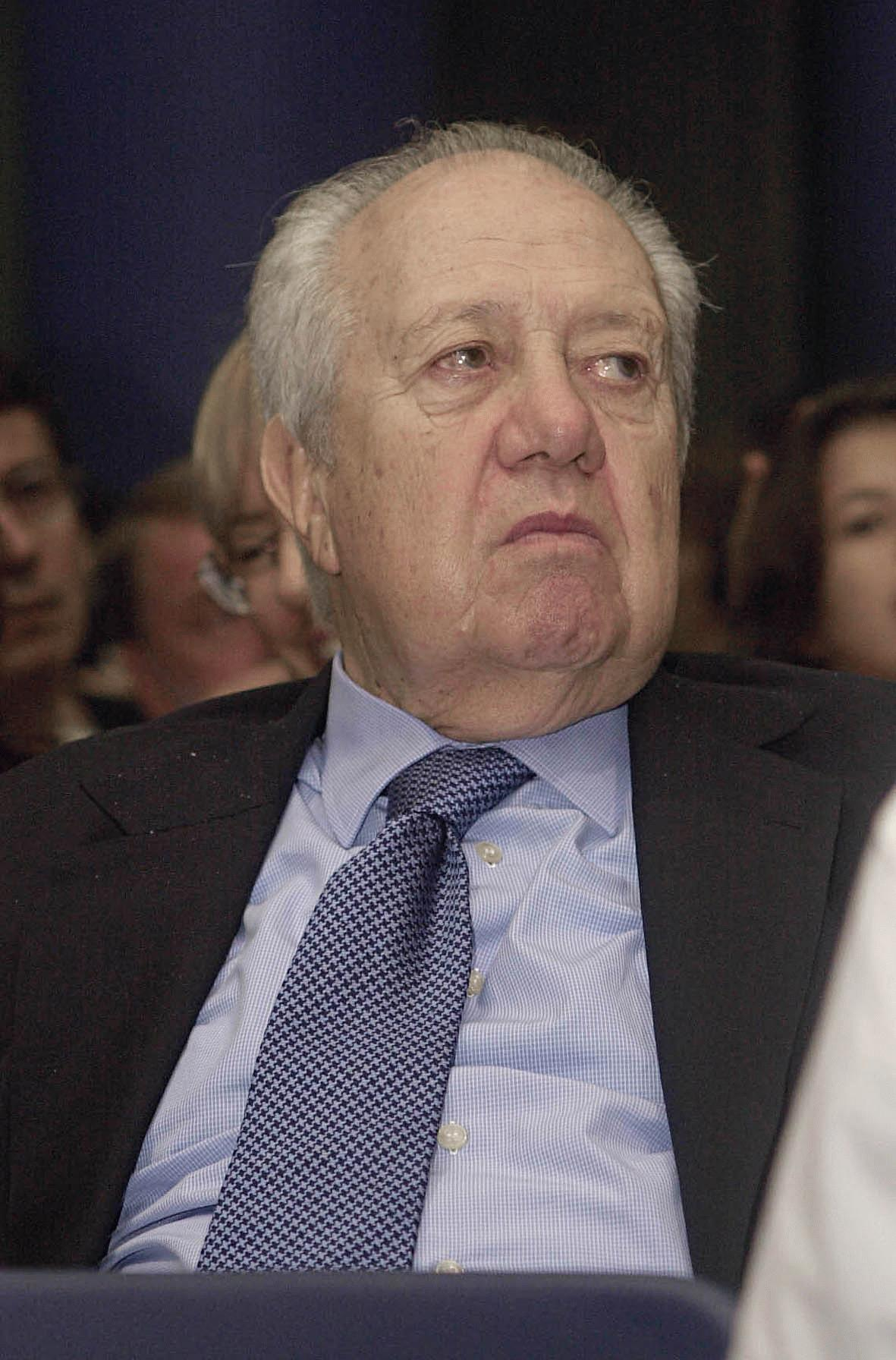
Mário Soares Parti socialiste

## Résultats

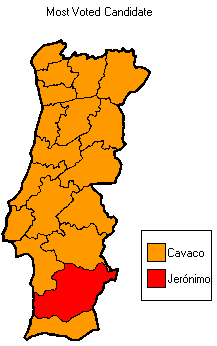
Carte des résultats de l'élection présidentielle de 2006 au Portugal.

### Voix
| Inscrits                 | Inscrits                 | Inscrits                                    | 9 085 339 |             |  |  |
| Abstentions              | Abstentions              | Abstentions                                 | 3 495 207 | 38,47 %     |  |  |
| Votants                  | Votants                  | Votants                                     | 5 590 132 | 61,53 %     |  |  |
|                          |                          |                                             |           |             |  |  |
| Bulletins enregistrés    | Bulletins enregistrés    | Bulletins enregistrés                       | 5 590 132 |             |  |  |
| Bulletins blancs ou nuls | Bulletins blancs ou nuls | Bulletins blancs ou nuls                    | 102 785   | 1,84 %      |  |  |
| Suffrages exprimés       | Suffrages exprimés       | Suffrages exprimés                          | 5 487 347 | 98,16 %     |  |  |
|                          |                          |                                             |           |             |  |  |
|                          | Candidat                 | Parti                                       | Suffrages | Pourcentage |  |  |
|                          | Aníbal Cavaco Silva      | Parti social-démocrate                      | 2 773 431 | 50,54 %     |  |  |
|                          | Manuel Alegre            | Indépendant                                 | 1 138 297 | 20,74 %     |  |  |
|                          | Mário Soares             | Parti socialiste                            | 785 355   | 14,31 %     |  |  |
|                          | Jerónimo de Sousa        | Parti communiste portugais                  | 474 083   | 8,64 %      |  |  |
|                          | Francisco Louçã          | Bloc de gauche                              | 292 198   | 5,32 %      |  |  |
|                          | Garcia Pereira           | Parti communiste des travailleurs portugais | 23 983    | 0,44 %      |  |  |